# Carl Mannerfelt (ämbetsman)
Carl Erik August Mannerfelt, född den 26 september 1886 i Borås, död den 27 juli 1951 i Mariestad, var en svensk ämbetsman. Han var son till Otto Mannerfelt och far till Nils Mannerfelt.
Mannerfelt blev filosofie kandidat vid Uppsala universitet 1910, amanuens i kommerskollegiet 1912, aktuarie hos pensionsstyrelsen 1914, egnahemsinspektör och byråchef i jordbruksdepartementet 1919, kansliråd 1926, chef för statens egnahemsstyrelse 1928, statssekreterare i jordbruksdepartementet 1930, landshövding i Skaraborgs län 1935, ordförande i flera direktioner och styrelser inom sagda län samt ordförande och ledamot i olika statliga nämnder, kommittéer och sakkunnigberedningar. Mannerfelt blev ledamot av Lantbruksakademien 1939.

## Utmärkelser
- Kommendör med stora korset av Nordstjärneorden, 1946